# Háječek (České Budějovice)
Háječek je park u soutoku Vltavy a Malše v Českých Budějovicích. Vznikl mezi lety 1925 až 1927 v místě západní části bývalého Krumlovského rybníka. 

## Historie
Krumlovský rybník byl rozhodnotím města od roku 1802 postupně vysoušen. Jeho západní hráz byla použita pro vytvoření Krumlovských alejí a poté v roce 1825 byl přes zrušený rybník vybudován dřevěný most, který vedl z centra města směrem na jih. Ten byl brzy nato nahrazen náspem s kolejemi pro nově vzniklou koněspřežku. Východní polovina bývalého rybníka byla po roce 1850 systematicky zavážena, aby umožnila stavbu židovské synagogy a justičního paláce.
Západní polovina rybničního dna byla dlouho využívána pouze jako skladiště suti a jiného odpadu. Od konce 19. století vznikaly různé plány na využití této plochy, prosadil se ale až návrh Komise pro úpravu Háječku. Díky němu byl mezi lety 1925 až 1927 prostor přeměněn v park s malou zoologickou zahradou, dětským hřištěm a dřevěnou Kopeckého chatou v jihovýchodním rohu, kde fungovalo loutkové divadlo. V zoologické zahradě byla k vidění akvária s rybkami, papoušci, opice, veverky a další zvířata. Uvnitř Háječku byla také kruhový bazének lemovaný balvany. V jeho středu bylo na vysokém soklu umístěné sousoší čtyř dětí hrajících si s kozlem od sochaře Edwina Schopenhauera z nedaleké Dobré Vody.
Rok po otevření nového parku Háječek vznikla v Českých Budějovicích Jihočeská astronomická společnost, která ve výběžku Krumlovských alejí přímo u samého soutoku postavila českobudějovickou hvězdárnu. Většina atrakcí parku Háječek zanikla během druhé světové války. Jižní hranice Háječku, kde do konce druhé světové války stály tenisové kurty, byla po válce zastavěna novým zimním stadionem. Háječek pak v padesátých letech s výstavbou mrazírenského závodu u zimního stadionu a letního kina vprostřed parku přišel o svůj původní prostor.
V roce 2019 byla na parkovišti v jihovýchodním rohu Háječku zřízena stanice pro nabíjení elektromobilů.

## Altán
Už na začátku stavebních úprav Háječku vyrostl na pomezí Háječku a Krumlovských alejí, které ho obíhají ze severu a západu, hudební pavilon. Jeho stavbou byla pověřena místní stavební firma Augusta Teverného. Pavilon byl pravidelně využíván pro koncerty, dole v přízemí pak fungoval mléčný bar a později kavárna. V roce 2021 zahájil majitel altánu Petr Beneš rozsáhlou rekonstrukci, po které začal altán od 18. října 2022 fungovat jako Kavárna Háječek 1925 s vnitřním i venkovním posezením.